# Головачёв, Пётр Михайлович
Пётр Миха́йлович Головачёв (2 [14] октября 1861, Кузнецк Томской губернии — 4 [17] сентября 1913, Санкт-Петербург) — русский историк и географ, исследователь Сибири, деятель сибирского областничества.

## Происхождение
Родился 2 (14) октября 1861 года в купеческой семье. Брат — публицист Александр Михайлович Головачёв (род. около 1866 года), сотрудник «Русских ведомостей».

## Биография
Учился в Кузнецком городском училище, затем в Томской классической гимназии. Будучи гимназистом, в конце 1870-х годов являлся одним из видных участников местного кружка самообразования (в нём же участвовал будущий народоволец Б. Д. Оржих). Гимназический товарищ В. С. Осипанова, будущего члена террористической фракции «Народной воли», казнённого вместе с А. И. Ульяновым за подготовку покушения на императора Александра III.
В декабре 1887 года окончил историко-филологический факультет Московского университета со степенью кандидата. В период учёбы был близок к Н. М. Ядринцеву и Г. Н. Потанину, разделял их областнические взгляды.
В 1889—1893 годах преподавал русский и французский языки, педагогику и дидактику в средних учебных заведениях Енисейска. Затем перевёлся в тюменское Александровское реальное училище, где преподавал историю, географию и русский язык; 18 сентября 1895 года подал в отставку, переехал в Москву и в том же году сдал при Московском университете магистерский экзамен по русской истории. После сдачи экзамена стал там же приват-доцентом по кафедре русской истории. Первым начал читать курс экономической географии Сибири в обоих столичных городах: Санкт-Петербургском политехническом институте, Московском университете и Московском коммерческом институте.
Вследствие знакомства с народовольцем В. С. Осипановым проходил в Департаменте полиции как «неблагонадёжный», что создавало препятствия карьере Головачёва. В 1903 году пожелал занять должность библиотекаря Томского университета, чтобы быть ближе к местным сибирским архивам, однако не получил это место по причине «неблагонадёжности», несмотря на положительную характеристику со стороны В. О. Ключевского.
В период 1905—1908 годов редактировал журнал «Сибирские вопросы» и одноимённый периодический сборник. В 1906—1907 годах заведовал сибирским подотделом провинциального отдела в газете «Страна» у М. М. Ковалевского. В 1908 году стал одним из учредителей петербургского «Общества изучения Сибири и улучшения её быта» и был избран в состав его правления.
В 1910—1912 годах преподавал испанский язык на Высших женских (Бестужевских) курсах в Санкт-Петербурге. В 1913 году преподавал историческую географию Сибири в Императорском Московском Археологическом институте.
4 (17) сентября 1913 года скоропостижно скончался в Санкт-Петербурге от кровоизлияния в мозг.

## Научное творчество
Почти все научные труды Головачёва были посвящены изучению Сибири. Первой его научной публикацией стала дипломная работа на звание кандидата университета «Сибирь в Екатерининской комиссии: этюд по истории Сибири XVIII века» (1889). Ещё будучи в Енисейске и Тюмени, много печатался в «Вестнике воспитания» и других педагогических журналах. Как публицист, сотрудничал с газетами «Сибирская жизнь» (Томск), «Восточное обозрение» (Иркутск) и «Тобольские губернские ведомости», петербургскими «Сын Отечества» и «Наши дни», московскими «Русскими ведомостями» и «Русским словом», журналами «Народное хозяйство» и «Русская старина» (оба Санкт-Петербург), «Русская мысль» (Москва).
Основные работы Головачёва вышли в 1902—1904 годах, в период работы в Московском университете. В первую очередь это сборники документов «Первое столетие Иркутска», «Томск в XVII веке», «Тюмень в XVII столетии», которыми введены в научный оборот дозорные, переписные, верстальные, разборные, окладные, таможенные и прочие книги; послужные списки, росписи торговым людям, челобитные и другие источники по истории Сибири. Нельзя не отметить и обзорные книги «Сибирь. Природа, люди, жизнь» и «Россия на Дальнем Востоке». Учёный придерживался антропологической теории А. П. Щапова и выделял сибиряков в особую этнографическую группу русских. В статье «Ближайшие задачи исторического изучения Сибири» (Журнал Министерства народного просвещения, 1902, № 9) Головачёв представил комплексную программу изучения Сибири. Им также написана первая на русском языке грамматика португальского языка.
На зиму 1913—1914 годов была назначена защита докторской диссертации Головачёва «Сибирский город в XVII и XVIII вв.», чему помешала его смерть. Изданная посмертно «Экономическая география Сибири» признана Министерством народного просвещения заслуживающей внимания при пополнении ученических старшего возраста библиотек средних учебных заведений. Главное управление военно-учебных заведений Военного министерства рекомендовало книгу в фундаментальные библиотеки кадетских корпусов и ротные библиотеки V—VII классов.

## Награды
- полная премия сенатора Д. А. Ровинского за книгу «Сибирь: Природа. Люди. Жизнь» (1902 год) (удостоена историко-филологическим факультетом Московского университета)[8];
- премия имени Н. М. Чукмалдина за книгу «Тюмень в XVII столетии» (1903 год) (удостоена тюменским Александровским реальным училищем)[9].

## Семья
Сын — Мстислав Петрович Головачёв (1893—1956) — русский юрист-международник, идеолог сибирского областничества, товарищ МИД омского Временного сибирского правительства, руководитель МИД правительства Приамурского земского края, ректор Института святого Владимира в Харбине. Мстислав Головачёв несколько дней в октябре 1922 года был министром иностранных дел Совета уполномоченных организаций автономной Сибири (областнического правительства, которое существовало во Владивостоке с 20 по 25 октября 1922 года).

### Список произведений
- Сибирь в Екатерининской комиссии. Этюд по истории Сибири XVIII века. — М.: Тип. В. Ф. Рихтер, 1889. — 127 с.
- Первое столетие Иркутска: Сб. материалов для истории города. — СПб.: Изд. В. П. Сукачёва, 1902. — XIII, 186 с.
- Сибирь: Природа. Люди. Жизнь. — М.: Типо-литогр. т-ва И. Н. Кушнерев и Ко, 1902. — 300 с.
  - Сибирь: Природа. Люди. Жизнь. — 2-е изд. — М.: Тип. Т-ва И. Д. Сытина, 1905. — 400 с.
- Томск в XVII веке: Материалы  для  истории города. — СПб., 1902. — 169 с.
- Тюмень в XVII столетии. — М.: Изд. А. И. Чукмалдиной, 1903. — 166 с.
- Иркутское лихолетье 1758—1760 гг.: («Летопись о Крылове» и её разбор). — М.: Изд. А. В. Касьянова, 1904. — 45 с.
- Россия на Дальнем Востоке. — СПб.: Тип. Исидора Гольдберга, 1904. — 216 с.
- Очерк заселения Сибири в XVI и XVII столетиях. — СПб.: Тип. Альтшулера, 1906. — 44 с.
- Декабристы: 86 портретов, вид Петровского завода и 2 бытовых рисунка того времени. — М.: Типо-литография Н. И. Гросман и Г. А. Вендельштейн, 1906. — 294 с.
- Декабристы: Материалы для характеристики. — М.: Типо-литография Н. И. Гросман и Г. А. Вендельштейн, 1907. — 176 с.
- Экономическая география Сибири. — М.: Тип. И. Д. Сытина, 1914. — 183 с.